# 森大輔 (シンガーソングライター)
森 大輔（もり だいすけ、1981年12月10日 - ）は、大阪府出身のシンガーソングライター、編曲家、音楽プロデューサー。血液型はO型。ファンキー・ジャム所属。

## 人物
大阪府立北野高等学校卒業、神戸大学国際人間科学部卒業。
3歳からクラシックピアノや音楽理論を学びつつ、様々な音楽から影響を受け「アトランティック・レコード今世紀最初の新人」との触れ込みで2004年にシングル「TRUST ME」でデビュー。スティーヴィー・ワンダー、ダニー・ハサウェイといったニューソウルの巨匠をこよなく愛する。
2005年、アルバム「OPUS ONE」がADLIB AWARDS 2005において「国内ニュースター賞」受賞。
同事務所に所属する久保田利伸の楽曲プロデュース、ライブサポートメンバーとしても活動している。
アーティストへの楽曲提供だけでなく、舞台の音楽監督や歌唱指導など多方面で活動している。

## ディスコグラフィー

### シングル
1. TRUST ME（2004.11.10）
2. Rain（2005.02.23）
3. moonlight（2005.07.06）
4. Our Song（2006.06.21）
5. Crazy 'bout you（2006.10.25）
6. ただ ただ（2007.05.23）
7. 雨雲（2007.11.07）ー「森大輔 enjoy with 冨田ラボ」名義
8. いつかもしも（2008.10.22）
9. 君へと続く道（2009.1.28）
10. DIAMOND（2009.4.22）

### 配信シングル
1. Key（2010.12.8）
2. The Christmas Song（2010.12.8）
3. on & on & on（2013.7.10）
4. フルムーン（2014.10.15）
5. ごめんねと言って（2015.2.11）
6. はだしのシンデレラ（2015.6.17）
7. だれかのラブソング（2015.12.21）
8. MO' KEYS!（2021.2.14）-「森大輔 & K」名義

### アルバム
1. OPUS ONE（2005.08.24）
2. the PRESENT（2009.06.24）
3. Beauty is yours（2013.8.28）
4. Music Diner（2016.3.23）

### タイアップ
| 曲名                        | タイアップ                                                           |
| --------------------------- | -------------------------------------------------------------------- |
| Rain                        | 日本テレビ系「Click!」RECOMMEND                                      |
| moonlight                   | 日本テレビ系「ぐるぐるナインティナイン」2005年6〜8月度エンディング曲 |
| Lovin' You（album version） | カートゥーンネットワーク「Franny's Feet」エンディング曲              |
| Crazy 'bout you             | 読売テレビ・日本テレビ系「ザ・ワイド」2006年10〜12月度エンディング曲 |
| Crazy 'bout you             | 「MUSIC BB」10月度オープニング曲                                     |
| Crazy 'bout you             | RKB「チャートバスターズ R!」10月度エンディング曲                     |
| Crazy 'bout you             | 名古屋テレビ「モバちゅー」10月度エンディング曲                       |
| ふれられない場所            | 映画「コワイ女」テーマソング                                         |
| My Favorite Shoes           | カートゥーンネットワーク「Franny's Feet」主題歌                      |
| ただ ただ                   | TOKYO MX「TOKYOモーニングサプリ」エンディング曲                      |
| Just The Way You Are        | 関西テレビ系ドラマ「ワタシ2.1」主題歌                                |
| いつかもしも                | テレビ朝日「ビートたけしのTVタックル」2008年10〜12月度エンディング曲 |
| DIAMOND                     | テレビ東京系 Lドラ「ママはニューハーフ」主題歌                       |
| はだしのシンデレラ          | Huluオリジナルトークバラエティ「座長は語る!」テーマソング            |

## 楽曲提供

### アーティスト
久保田利伸
- 「隙間」（作詞・共作曲・編曲）
- 「As you're in Rio 〜Foreplay〜」（共編曲）
- 「Smile・Eyes・Cry」（共作曲）
- 「Dance If You Want It（KUBOSSA ver.）」（編曲）
- 「Heavenly Lady」（共作曲・編曲）
- 「As you're in Rio 〜The play〜」（共編曲）
- 「Free Style」（共編曲）
- 「Da Slow Jam」（共作曲・共編曲）
- 「Loving Power」（共作曲・共編曲）
- 「Honey Trap」（共編曲）
- 「Squeeze U」（共編曲）
- 「Beautiful People 〜Foreplay〜」（共編曲）
- 「Green Light 〜青信号〜」（共編曲）
- 「LIFE」（編曲）
- 「天使と悪魔」（共作曲・共編曲）
- 「So Beautiful」（共編曲）
- 「Beautiful People 〜The play〜」（共編曲）
- 「You Go Lady」（共編曲）
- 「Joy ’n’ Pain」（編曲）
- 「その人」（編曲）
- 「Boogie Ride」（共編曲）
- 「空の詩」（編曲） 他多数

SunMin Thanx Kubota
- 「ふたりぼっち」（編曲・コーラスアレンジ・演奏）

久保田利伸 meets KREVA
- 「M☆A☆G☆I☆C」（編曲）

久保田利伸 feat. MISIA
- 「FLYING EASY LOVING CRAZY」（編曲）

氷川きよし
- 「恋、燃ゆる。」（作曲・編曲）
- 「Frontier」（作曲・編曲）
- 「森を抜けて」（作曲・編曲）

MISIA
- 「君の太陽になろう」（作詞・作曲）

鈴木雅之
- 「いびつな夜」（編曲・コーラス）

中島美嘉
- 「虹が出たら君に逢いに」（共作詞・共作曲）

山田優
- 「fiesta! fiesta!」（共編曲）

松下洸平
- 「One」（作曲）

FTisland
- 「A Song For You」（作詞・作曲・編曲）

高橋洋子
- 「Fantasy」（作曲・編曲）
- 「One Little Wish」（作曲・編曲）

TWILL
- 「merry-go-round」（編曲・サウンドプロデュース）
- 「Love Friend」（作曲・編曲・サウンドプロデュース）
- 「whenever」（作詞・作曲・編曲・サウンドプロデュース）
- 「close to you」（作詞・作曲・編曲・サウンドプロデュース）

ユン・サンヒョン
- 「誓い」（作詞・作曲）

倖田來未
- 「Melting」（作曲）

EXILE ATSUSHI
- 「Another World」（共作詞・作曲・編曲）

三代目J Soul Brothers
- 「君となら」（作詞・作曲）

多和田えみ
- 「アイシテルなんて言えない」（作曲・編曲）

MBLAQ
- 「Still in Love」（作詞・作曲）

スンホ（MBLAQ）
- 「デモアイタイヨ」（作詞・作曲・編曲・コーラス）
- 「Will」（共作詞・作曲・編曲・コーラス）

杏里
- 「You Drive Me Crazy」（作詞・作曲・コーラス）
- 「In Tears」（作詞・作曲）
- 「Fall In Love」（作詞・作曲・コーラス）
- 「Eyes On Me」（作詞・作曲）
- 「Brand New Day」（作詞・作曲）

ゴスペラーズ
- 「Deja Vu」（共作詞・共作曲・編曲）
- 「Liquid Sky」（共作曲・編曲）

JUJU
- 「あの夜のふたり」（作曲・編曲）

チャン・グンソク
- 「会いたくて」（作詞・作曲・編曲・コーラス）
- 「卒業旅行」（共作詞・作曲・編曲・コーラス）

May J.
- 「ロンド」（共作曲）

J☆Dee'Z
- 「明日も、世界は回るから。」（共作詞・共作曲）

キム・ヨングァン (俳優) 
- 「君を忘れない」（作詞・作曲）
- 「優しさなんかじゃない」（作詞・作曲）

IZ*ONE
- 「Target」（作曲・編曲）

### ジャニーズ事務所関連
- SMAP
  - 「show your smile」（編曲）
  - 「あなたのためにできること」（編曲）
  - 「僕の素晴らしい人生」（作詞・作曲・編曲）

- KinKi Kids
  - 「さよなら」（作詞・作曲・編曲・演奏）
  - 「The Red Light」（共作詞・編曲）
  - 「会いたい、会いたい、会えない。」（共作詞・コーラスアレンジ）
  - 「Tuning」（共作詞・共作曲・コーラス）

- 嵐
  - 「Can't Let You Go」（作詞・作曲）※櫻井翔ソロ曲

- KAT-TUN
  - 「FALL INTO U」（作詞・作曲・編曲・コーラス）
  - 「UPDATE」（共作詞・作曲）

- タッキー&翼
  - 「L.O.V.E.」（作詞・編曲）

- 山下智久
  - 「Inside, Outside」（作詞・作曲・編曲・コーラス）
  - 「あの虹の向こうまで」（作詞・作曲・編曲）

- Sexy Zone
  - 「名前のない想い」（作詞・作曲・編曲・コーラス）※菊池風磨・中島健人デュエット曲
  - 「ディア ハイヒール」（作曲・編曲）※中島健人ソロ曲
  - 「誰にも解けないミステリー」（作詞・作曲・コーラス）

- A.B.C-Z
  - 「Shower Gate」（作詞・作曲・編曲・コーラス）
  - 「Shake it! Like it!」（共作詞・共作曲・編曲・コーラス）
  - 「街角」（作詞・作曲・編曲）
  - 「サヨナラはハジマリ」（作詞・作曲・編曲）
  - 「Koigokoro」（作詞・作曲・編曲・コーラス）

- King & Prince
  - 「Little Christmas」（作詞・作曲・編曲・コーラス）
  - 「Dear My Tiara」（作詞・作曲・編曲・コーラス）
  - 「オモカゲ」（作詞・作曲・編曲・コーラス）
  - 「Pain」（作詞・作曲・編曲）

### テレビ番組
- おかあさんといっしょ
  - 「パンはパンでも!?」（作詞・作曲・編曲・コーラス）
  - 「わらいごえがヨ～デルね」（作詞・作曲・編曲）
  - 「おひるねアリさん」（作詞・作曲・編曲）
  - 「にくやきにいく」(作詞・作曲・編曲）
  - 「もしもしカメラ」（作詞・作曲・編曲）

### 舞台音楽
- 「ボクが死んだ日はハレ」（2017年7月・2019年10月）
- 「BACKBEAT」（2019年5月・6月、2023年4月・5月）
- 「恋、燃ゆる。」（2020年10月・11月）
- 「キオスク」（2021年1月・2月）
- 「ぐれいてすと な 笑まん」（2022年5月）
- 「ひりひりとひとり」（2022年6月）
- 「ブロードウェイミュージカル『ジャニス』」（2022年8月・音楽監督補／歌唱指導として参加）
- 「舞台『鋼の錬金術師』」（2023年3月）
- 「舞台『鋼の錬金術師〜それぞれの戦場〜』」（2024年6月）
- 「翼の創世記」（2024年12月）

## ラジオ
- TRUST ME（2004年10月 - 2006年9月、FM NORTH WAVE）
- NIGHT AQUARIUM（2015年10月 - 2024年3月 、FM COCOLO）